# Château de Lahneck
Le château de Lahneck (en allemand : Burg Lahneck) est un château fort des princes-électeurs de Mayence sur la rive droite du Rhin à Lahnstein près de Coblence en Allemagne construit en 1226. Il a été  restauré en 1852. Il a été construit pour protéger les mines d'argent voisines.

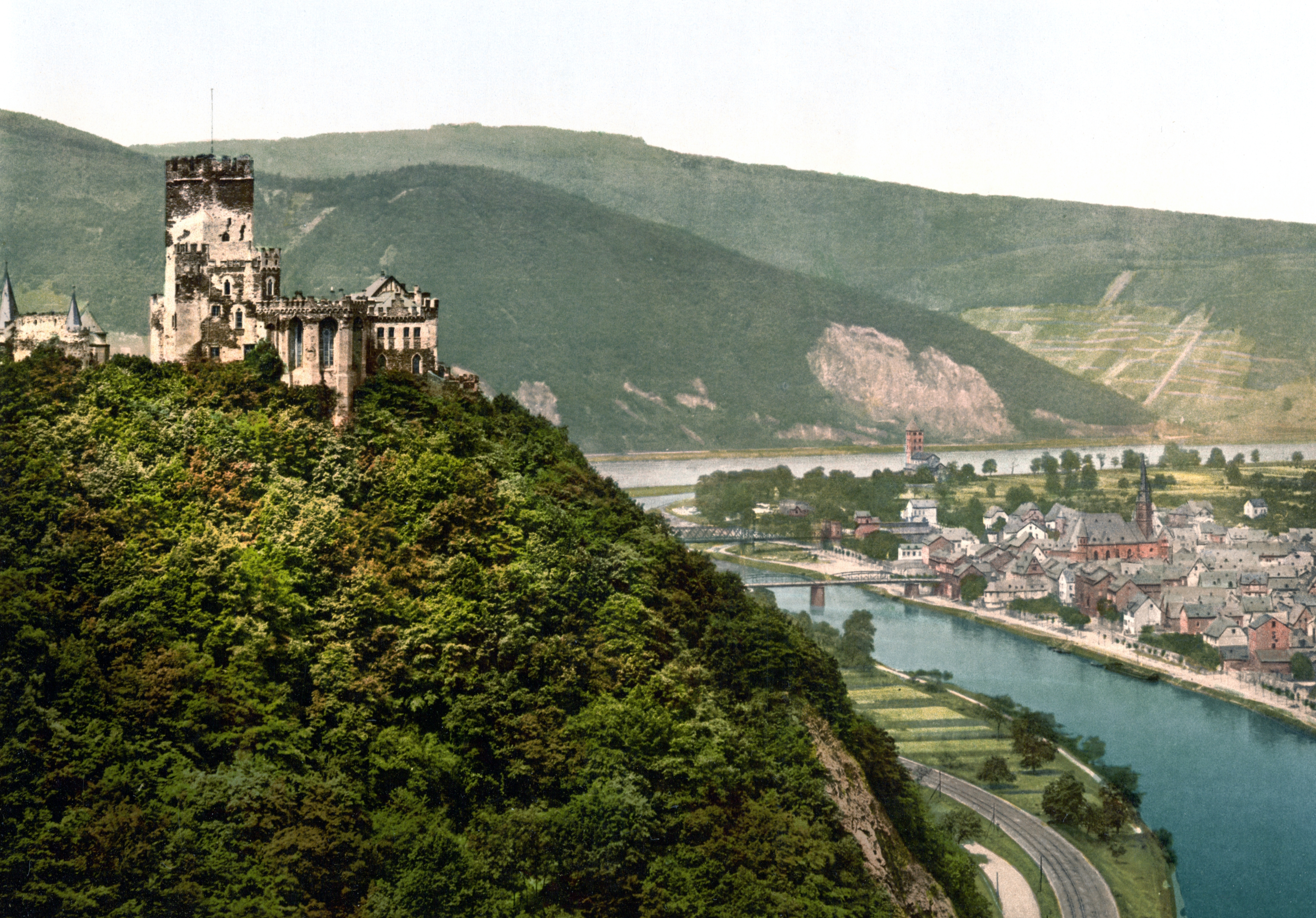
Burg Lahneck

## Description
Le château de Lahneck sur les hauteurs du Rhin, au-dessus de la Lahn, est un exemple typique des châteaux romantiques médiévaux restaurés au XIXe siècle. Victor Hugo décrit dans Le Rhin l'embouchure de la Lahn : « ...et à gauche sur la Lahn au fond de l'horizon, les nuages et le soleil se mêlent aux sombres ruines de Lahneck, pleines d'énigmes pour l'historien et de ténèbres pour l'antiquaire. » Goethe a composé son poème Geistesgruss lors d'un voyage en bateau en 1774 sur la Lahn en contemplant les ruines du château-fort.
Le château-fort se trouve sur la route du Rheinsteig et du Lahnhöhenweg.
Des visites guidées du château-fort (Salle des chevaliers, meubles anciens, donjon pentagonal, chapelle du XIVe siècle sont organisées du 1er avril au 1er novembre.

## Histoire
Le château a été construit en 1226 par l'archevêque de Mayence Siegfried III d'Eppstein pour protéger son territoire, à l'embouchure de la Lahn, près de la ville de Oberlahnstein où une mine d'argent était entré dans la possession de l'archevêché en 1220.
La chapelle du château, dédiée à saint Ulrich d'Augsbourg, a été construite en 1245, la même année le premier Burgrave s'installe dans le château.
En 1298, le roi Adolphe de Nassau est invité au château, peu avant sa mort à la bataille de Göllheim contre le roi Albert Ier du Saint-Empire. Afin de le venger, le Burgrave de Lahneck, Friedrich Schilling de Lahnstein, participe à une conspiration contre Albert. Le château est pris d'assaut en 1309 et Friedrich Schilling est exécuté.
Selon la légende, lorsque les Templiers ont reçu l'ordre de dissolution par le pape Clément V en 1312, les 12 derniers Templiers se réfugièrent dans le château, où ils ont péri dans un combat héroïque avec les forces de l'archevêque de Mayence Pierre d'Aspelt.
En 1332, le Pape Jean XXII accordé une indulgence de 40 jours dans la chapelle du château.
Le 15 juillet 1338, l'électeur de Mayence et archevêque Henri III de Virnebourg descend du Château de Lahneck à la rencontre des électeurs dans le cadre de la diète de Rhens, qui a ensuite mené au cercle des électeurs de Rhense.
Le 4 juin 1400, le roi Venceslas Ier du Saint-Empire est destitué par les quatre Prince-électeurs rhénans dans Oberlahnstein. En collaboration avec le prince électeur de Mayence, le burgrave Friedrich de Nuremberg accueille de nombreux délégués envoyés par les villes au château. Le lendemain, Robert Ier du Saint-Empire, comte palatin du Rhin, est élu le nouveau roi des Romains.
En 1475, l'archevêque de Mayence Diether von Isenburg renforce le château avec deux murs extérieurs.
En 1633, pendant la guerre de Trente Ans, le château est lourdement endommagé par les Suédois et les troupes impériales.
Le 18 juillet 1774, Johann Wolfgang von Goethe écrit le poème Geistesgruß. Il est inspiré par la vue du château lors de son voyage le long de la rivière Lahn.
Lors du Recès d'Empire de 1803, dans lequel l'archevêché de Mayence perd ses territoires laïque, le château est rattaché au duché de Nassau. En 1850, il est vendu et est resté propriété privée depuis. Edward Moriarty,  directeur de la Société des chemins de fer du Rhin, en devient l'un de ses premiers propriétaires. Au cours de la propriété du comte von Kleist-Tychow, le portrait grandeur nature de la reine Victoria est présenté, il peut encore être vu au château. L'amiral Robert Mischke, plus tard commandant de croiseur cuirassé "von der Tann», achète le château en 1907, il est détenu par sa famille depuis.

## Source de traduction
- (en) Cet article est partiellement ou en totalité issu de l’article de Wikipédia en anglais intitulé « Lahneck Castle » (voir la liste des auteurs).